# Герпетологическое общество имени А. М. Никольского
Герпетологическое общество имени А. М. Никольского (англ. A. M. Nikolsky Herpetological Society) при Российской академии наук — научное общество, объединяющее специалистов по изучению земноводных и пресмыкающихся России и сопредельных стран.
Герпетологическое общество организует и проводит научные конференции и семинары, издаёт научную, научно-популярную, учебную и справочную литературу, информационные и методические материалы.

## История
В 1962 году под председательством профессора П. В. Терентьева был организован Всесоюзный герпетологический комитет при АН СССР. В 1966 году председателем этого комитета был избран И. С. Даревский, а его заместителями — А. Г. Банников, Л. П. Татаринов и Н. Н. Щербак; в 1977 году учёным секретарем Герпетологического комитета стала Н. Б. Ананьева.
Одной из задач Комитета была подготовка квалифицированных исследователей-герпетологов — было защищено более 30 кандидатских диссертаций (1965—1991 гг.).При активном содействии Герпетологического комитета был организован ряд международных научных форумов, в том числе, совещание специалистов-герпетологов социалистических стран (Будапешт, 1981), Европейская герпетологическая конференция (Прага, 1985) и Первый Международный герпетологический конгресс (Кентербери, 1989).
В 1989 году на VII Всесоюзной герпетологической конференции в Киеве было принято решение о создании Герпетологического общества, названного в честь профессора Александра Михайловича Никольского (1858—1941), одного из основателей российской герпетологии.
Учредительный съезд в Пущино (1991) избрал первого президента Герпетологического общества — члена-корреспондента РАН И. С. Даревского (Санкт-Петербург) и вице-президентов: профессора 3. С. Баркагана (Барнаул), д. б. н. В. Г. Ищенко (Свердловск) и профессора Н. Н. Щербака (Киев). В декабре 1993 года Общество было утверждено при Российской академии наук.
На Первом съезде Герпетологического общества им. А. М. Никольского (Пущино, декабрь 2000 года, Институт биофизики клетки РАН) пленарные (устные) и стендовые доклады о результатах своей научной деятельности представили более 100 человек из различных регионов России и ряда стран СНГ. Тогда были избраны руководящие органы Герпетологического общества им. А. М. Никольского при Российской академии наук в следующем составе: президент — член-корреспондент РАН И. С. Даревский, вице-президенты — д. б. н. Н. Б. Ананьева, д. б. н. В. Г. Ищенко и к. б. н. С. Л. Кузьмин, ученый секретарь — Л. К. Иогансен, члены Президиума — к. б. н. Л. Я. Боркин, к. б. н. В. И. Гаранин, Е. А. Дунаев, к. б. н. Г. А. Лада, к. б. н. В. Ф. Орлова, д. б. н. М. М. Пикулик, д. б. н. Е. М. Писанец, к. б. н. В. К. Утешев.
Герпетологи-члены общества им. А. М. Никольского поддерживали связи с зарубежными коллегами, их труды были представлены на всех организованных к тому времени Всемирных герпетологических конгрессах, а Н. Б. Ананьева дважды избиралась Президентом Европейского герпетологического общества (SEH).
С 12 по 16 августа 2003 года в Санкт-Петербурге на базе Зоологического института РАН состоялся Международный объединённый съезд двух обществ: XII очередной Съезд Европейского герпетологического общества (12th Ordinary General Meeting Societas Europaea Herpetologica) и II очередной Съезд Герпетологического общества им. А. М. Никольского при РАН. Была организована встреча Группы специалистов по рептилиям Северной Евразии при Международном союзе охраны природы (North Eurasian Reptile Specialist Group of SSC IUCN).
На съезде было представлено более 340 герпетологов, в том числе, 180 учёных из научно-исследовательские, природоохранных учреждений и вузов стран СНГ: России, Украины, Беларуси, Молдовы, Узбекистана и Латвии.
В период с 2003 по 2015 год Герпетологическое общество имени А. М. Никольского собиралось ещё четыре раза. В работе VI съезда (Пущино, 5-9 октября 2015 года) приняли участие 165 специалистов из 77 учреждений России, Беларуси, Вьетнама, Германии, Казахстана, Китая, Лаоса, Тайваня, Украины, Южной Осетии. Около 50 % участников съезда — молодые специалисты (студенты, аспиранты, кандидаты наук до 35 лет). Съезд был посвящён обсуждению современных подходов и методов изучения и сохранения герпетофауны. Обсуждался широкий круг проблем, связанных с эволюцией, филогенией, систематикой, видообразованием, зоогеографией и экологией земноводных и пресмыкающихся. Особое внимание было уделено охране амфибий и рептилий, в том числе, развитию природоохранных стратегий.
По итогам голосования членов Общества было принято решение провести седьмой очередной съезд в октябре 2018 года в Махачкале, на базе Дагестанского государственного университета.

## Задачи общества
Согласно Уставу, важнейшей задачей общества является «содействие развитию исследований и координация работ в области изучения земноводных и пресмыкающихся и преодоление разобщенности герпетологов, работающих в различных регионах и ведомствах бывшего СССР».

## Члены общества
В 2022 году Герпетологическое общество имени А. М. Никольского насчитывало 322 действительных членов из России, стран СНГ, Латвии, Германии, в том числе, 108 кандидатов и 21 докторов наук.
Почётные члены Герпетологического общества им. А. М. Никольского
- Илья Сергеевич Даревский
- Валериан Иванович Гаранин
- Леонид Петрович Татаринов
- Зоя Карповна Брушко
- Галина Пантелеймоновна Лукина
- Сахат Мурадович Шаммаков
- Хорлоогийн Мунхбаяр
- Владимир Георгиевич Ищенко
- Вячеслав Михайлович Чхиквадзе
- Даниил Иосифович Берман
- Вольфганг Бёме (Wolfgang Böhme)
- Лев Яковлевич Боркин
- Валентина Федоровна Орлова
- Элла Моисеевна Смирина

Текущий состав Президиум общества был избран на VIII съезде (2021 год) в следующем составе: Б. С. Туниев — президент, Е. А. Дунаев, Л. Ф. Мазанаева, Р. В. Новицкий — вице-президенты, Э. А. Галоян, Т. Н. Дуйсебаева, С. М. Ляпков, Д. А. Мельников, Р. А. Назаров, А. О. Свинин, Р. Г. Халиков (отказался от места в Президиуме 15 марта 2022 года), В. В. Ярцев — члены Президиума, Л. К. Иогансен — секретарь.

## Проведённые съезды общества
| № съезда | Дата проведения     | Город           | Название конференции | Избранный президент            | Ученый секретарь |
| -------- | ------------------- | --------------- | --- | ------------------------------ | ---------------- |
| I        | 4—7 декабря 2000    | Пущино          | | Чл.-корр. РАН И. С. Даревский  | Л. К. Иогансен   |
| II       | 12—16 августа 2003  | Санкт-Петербург | Международный объединённый съезд двух обществ: 12th Ordinary General Meeting Societas Europaea Herpetologica и II Съезд Герпетологического общества им. А. М. Никольского | Чл.-корр. РАН И. С. Даревский  | Л. К. Иогансен   |
| III      | 9—13 октября 2006   | Пущино          | Современные подходы и методы в изучении герпетофауны Северной Евразии | д. б. н., проф. Н. Б. Ананьева | Л. К. Иогансен   |
| IV       | 12—17 октября 2009  | Казань          | Изучение и охрана биоразнообразия амфибий и рептилий Северной Евразии: новые подходы в теории и практике                                                                  | д. б. н., проф. Н. Б. Ананьева | Л. К. Иогансен   |
| V        | 25—28 сентября 2012 | Минск           | Итоги научных исследований и охрана биоразнообразия амфибий и рептилий Северной Евразии: проблемы и перспективы теории и практики                                         | к. б. н. В. К. Утешев          | Л. К. Иогансен   |
| VI       | 5—9 октября 2015    | Пущино          | Актуальные проблемы изучения и сохранения биоразнообразия земноводных и пресмыкающихся Евразии                                                                            | к. б. н. В. К. Утешев          | Л. К. Иогансен   |
| VII      | 8—12 октября 2018   | Махачкала       | Современное состояние и перспективы изучения и сохранения биоразнообразия земноводных и пресмыкающихся Евразии                                                            | д. б. н. Б. С. Туниев          | Л. К. Иогансен   |
| VIII     | 3—9 октября 2021    | Звенигород      | Современные герпетологические исследования в Евразии | д. б. н. Б. С. Туниев          | Л. К. Иогансен   |

## Публикации общества
«Вопросы герпетологии» (2001—2016)
По материалам докладов и стендовых сообщений на проведённых съездах Герпетологического общества имени А. М. Никольского были опубликованы сборники статей «Вопросы герпетологии».
«Современная герпетология: проблемы и пути их решения» (2013)
25-27 ноября 2013 года в г. Санкт-Петербурге впервые состоялась Первая международная молодёжная конференция герпетологов России и сопредельных стран с последующим выпуском сборника «Современная герпетология: проблемы и пути их решения».

## Выпускаемые журналы
Russian Journal of Herpetology
Международный междисциплинарный журнал, основанный сотрудниками отделения герпетологии Зоологического института РАН, входящими в разное время в состав Президиума Герпетологического общества. Это научное издание с 1994 года публикует оригинальные статьи по экологии, поведению, охране, систематике, эволюционной морфологии, палеонтологии, физиологии, цитологии и генетике амфибий и рептилий. Журнал реферируется и/или индексируется Science Citation Index Expanded, Current Contents — Agriculture, Biology & Environmental Sciences, Zoological Record, BIOSIS Previews, Scopus, включён в Российский индекс научного цитирования (РИНЦ).
«Современная герпетология»
Научный журнал «Современная герпетология», основанный в 1999 году, публикует оригинальные статьи, являющиеся результатом научных исследований в области герпетологии, краткие сообщения и рецензии, а также хронику и информацию на русском языке. Этот журнал включён в Российский индекс научного цитирования (РИНЦ), в перечень рецензируемых научных изданий ВАК, Thomson Scientific Master Journal List (Филадельфийский список), реферируется в CAB Abstracts, Zoological Record, Herpetological Literature Database и Реферативном журнале.
RusTerra magazine
С 2015 года под эгидой Герпетологического общества издаётся журнал о рептилиях и амфибиях RusTerra magazine, посвящённый террариумистике и зоокультуре. Это первое в России научно-популярное периодическое издание, целиком посвящённое всем аспектам жизни рептилий и амфибий в неволе.

## Комментарии
1. ↑  По другим сведениям[6], Герпетологический комитет при АН СССР был образован в октябре 1964 года.
2. ↑  В 2001 и 2005 годах.
3. ↑  Европейское герпетологическое общество было создано в 1979 году и насчитывает около 350 членов из многих стран Европы, Азии, Северной Америки и Австралии[8].